# Dicranomyia (Dicranomyia) lagunta
Dicranomyia (Dicranomyia) lagunta is een tweevleugelige uit de familie steltmuggen (Limoniidae). De soort komt voor in het Australaziatisch gebied.